# Runo Edström
Carl Runo Herman Edström, född 14 mars 1936 i Karlstad, är en svensk journalist och producent.
1938 flyttade Edström tillsammans med sin familj från Säffle i Värmlands län till Stockholm.
Edström var reporter i magasinsprogrammet Halvsju på 1970-talet. Han har ett produktionsbolag i vilket han producerar filmer, videor och TV-program. Han har också innehaft rollen som regissör. Bland annat har han producerat en film om Paul Paljett.
Han har varit gift med journalisten Cay Bond, men är nu omgift med Ingegerd von Porat (född 1949) som är produktionschef vid Titan Television AB.
Runo Edström är son till fondchefen Runo Edström och Margareta Wistrand. Han är bror till TV-personligheten Karin Falck, och växte upp i Stockholm dit familjen flyttade efter att fadern avlidit när Runo Edström bara var två år. Han är också morbror till Rolf Sohlman, Anna Sohlman och Carolina Falck, alla verksamma inom TV.